# Mimela rugicollis
Mimela rugicollis är en skalbaggsart som beskrevs av Lin 1966. Mimela rugicollis ingår i släktet Mimela och familjen Rutelidae. Inga underarter finns listade i Catalogue of Life.